# Гойял, Аджай
Аджай Гойял (англ. Ajay Goyal; род. 12 июля 1965 года) — предприниматель индийского происхождения, аналитик по вопросам бизнеса и политики в России.
С 1998 по 2005 год был издателем и главным редактором англоязычной газеты The Russia Journal, издаваемой в Москве и Вашингтоне, считавшейся на Западе пророссийским изданием.

## Биография
Родился в индийском городе Курукшетра в семье учёных. Отец — доктор наук, автор 28 книг о литературе на хинди и культуре сикхов, был деканом факультета искусств и языков в университете Курукшерты в Индии. Мать — доктор литературных наук, была профессором в университете.
В 1986 году окончил Национальный технический институт Индии, получив специальность инженера.
Начал свою карьеру с должности ведущего на индийском национальном телеканале Doordarshan в 1987 году, тогда же впервые посетил Россию. Работал одновременно в компаниях Fortune International и Mekaster India в качестве экспортного менеджера на рынки Восточной Европы.
В 1989 году создал торгово-инвестиционную компанию Norasco с офисами в России, Германии, Швейцарии, Великобритании, Сингапуре и Индии. Принимал активное участие в политической жизни России, так, во время августовского путча 1991 года провёл две ночи в живом кольце вокруг Белого дома.
В 1997 году продал бизнес в России, ссылаясь на высокий уровень коррупции, преступности и огромное количество западных инвесторов, после поступил в Гарвард на программу Гарвардского института международного развития. Во время курса у Гойяла возник конфликт с главой института Джеффри Саксом и его командой из-за разногласий в отношении к России, в знак протеста Гойял бросил программу и вернулся в Россию. Преподаватели Гарвардского института международного развития Андрей Шлейфер и Джонатан Хэй, входившие в команду Сакса, позднее были обвинены в незаконном обогащении.
В 1998 году основал The Russia Journal — еженедельную газету, издаваемую в Москве и Вашингтоне и распространяемую также в Европе. Оставался её издателем и главным редактором до момента закрытия в 2005 году. Газета отличалась пророссийской позицией и поддержкой деятельности Владимира Путина, резко критической позицией к бизнесменам, негативно настроенным к Путину (прежде всего — Борису Березовскому и Михаилу Ходорковскому). В 2000 году в The Russia Journal вышло интервью Гойяла с Владимиром Путиным.
Одним из активных критиков Гойяла и его газеты был посол США в России Майкл Макфол.
В период 1999—2003 годов запустил несколько русскоязычных интернет-проектов, создал некоммерческую организацию российских производителей программного обеспечения. В 2005 году продал российские медиа-активы и вышел из российского бизнеса.
Во второй половине 2000-х основал в Лондоне кинокомпанию Norasco Films, основал организацию «Лондонский путь Ганди». В 2007 году совершил путешествие в Антарктиду, после прибытия на российскую антарктическую станцию «Беллинсгаузен», Гойял начал вести блог о станции на LiveJournal.
В 2009 году был независимым кандидатом на парламентских выборах в Индии, в итоге проиграл заместителю министра финансов Индии Павану Бансалу (англ. Pawan Kumar Bansal). Антикоррупционная риторика Гойяла во время предвыборной кампании вызвала большой интерес со стороны индийских и международных СМИ.
В 2011 году основал на Кипре курорт Zening Resorts, посвящённый йоге, медитации и здоровому образу жизни. В 2014 году обратился к турбизнесу Кипра с предложением заморозить цены для российских туристов в рублях на грядущий курортный сезон.

## Публикации
Является автором книги «Раскрывая Россию» (Uncovering Russia, которая включает в себя аналитику и некоторые его статьи из The Russia Journal. Автор более чем 100 статей и заметок о российской экономике, бизнесе и политике. Помимо этого, активно пишет на тему изменения климата и экологических инициатив и консультирует целый ряд высокопоставленных индийских лидеров по вопросам развития.